# 슈신

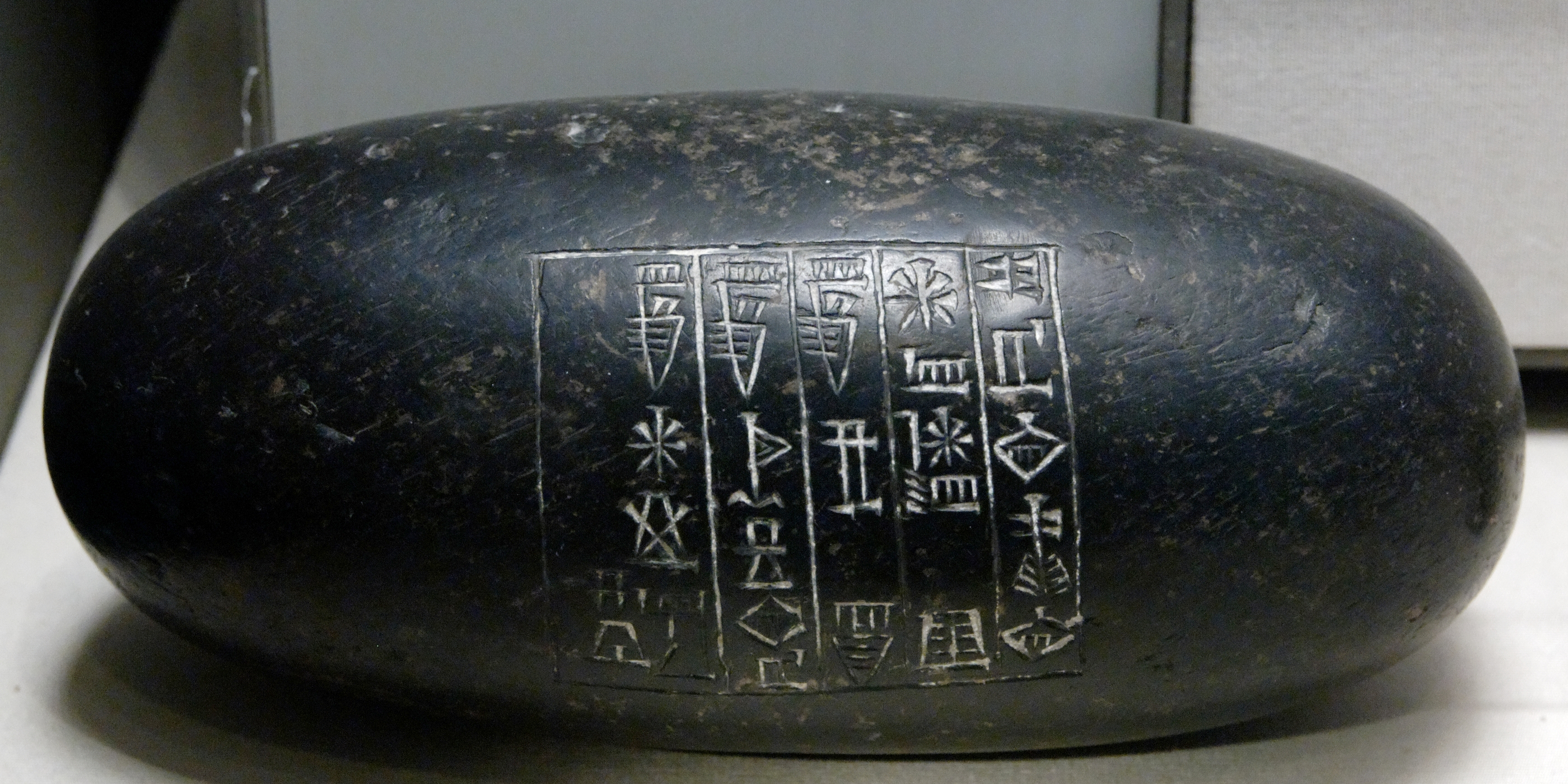

슈신은 수메르와 아카드의 왕이었으며 우르 제3왕조 끝에서 두 번째 왕이었다. 그는 그의 형제 아마르신을 계승하였고 기원전 1972년에서 1964년까지 다스렸다.
아모리 백성들의 반란이 일어나자 그것을 저지하기 위해 그는 유프라테스강과 티그리스강 사이의 강화된 담의 건설을 지시하였다. 이후에 왕자 입비신이 그의 왕좌를 계승되었다.